# Trichlorfluormethan
Trichlorfluormethan ist eine chemische Verbindung der Fluorchlorkohlenwasserstoffe (FCKW), die für ihre Verwendung als Kältemittel R-11 oder als Treibgas bekannt ist. Da es wie alle FCKW die Ozonschicht zerstört, wird es mehr und mehr durch umweltfreundlichere Stoffe ersetzt.

## Gewinnung und Darstellung
Trichlorfluormethan kann durch Reaktion von Tetrachlormethan mit Fluorwasserstoff bei 435 °C und 70 atm gewonnen werden, wobei ein Gemisch von Trichlorfluormethan, Tetrachlormethan und Dichlordifluormethan in einem Verhältnis von 77:18:5 entsteht. Die Reaktion kann auch in Gegenwart von Antimon(III)-chlorid oder Antimon(V)-chlorid ausgeführt werden.
{\displaystyle {\ce {CCl4 + HF -> CCl3F + CCl4 + CCl2F2}}}
Trichlorfluormethan entsteht auch als eines der Nebenprodukte bei der Reaktion von Graphit mit Chlor und Fluorwasserstoff bei 500 °C.
Natriumhexafluorosilicat unter Druck bei 270 °C, Titan(IV)-fluorid, Chlortrifluorid, Cobalt(III)-fluorid, Iodpentafluorid und Bromtrifluorid sind ebenfalls als Fluorierungsmittel für Tetrachlormethan geeignet.
{\displaystyle {\ce {CCl4 + Na2SiF6 -> CCl3F + CCl2F2 + CCl3F + NaCl + SiF4}}}
{\displaystyle {\ce {CCl4 + BrF3 -> BrF + CCl2F2 + CCl3F}}}
Auch Antimon(III)-fluorid in Gegenwart von Antimon(V)-chlorid ist als Fluorierungsmittel geeignet.
{\displaystyle {\ce {2 CCl4 + SbF3 -> CCl2F2 + CCl3F}}}
Im Labor kann auch die Hunsdiecker-Reaktion zur Synthese von Trichlorfluormethan (in 63 % Ausbeute) aus Silberdichlorfluoracetat und Chlor eingesetzt werden.
{\displaystyle {\ce {Cl2FCCO2Ag + Cl2 -> CCl3F + CO2 + AgCl}}}

## Eigenschaften
Bei Kontakt mit Flammen oder heißen Gegenständen zersetzt es sich und bildet dabei sehr toxische und korrosive Dämpfe (Chlor, Chlorwasserstoff, Fluorwasserstoff). Mit Metallen wie Aluminium, Barium, Calcium, Magnesium und Natrium erfolgt eine heftige Reaktion. Beim Erhitzen auf hohe Temperaturen beim Löten, durch Funken oder Zigaretten zerfällt das Gas zu toxischen Verbindungen wie Chlorwasserstoff (HCl) oder Fluorwasserstoff (HF).

## Verwendung
Bis in die 1990er-Jahre wurde Trichlorfluormethan als R-11 in Kühlschränken oder als Treibgas, etwa zum Schäumen von Polyurethan, eingesetzt.
Die Verbindung wird auch als Lösungsmittel in vielen Reaktionen und als interner Standard in der 19F-NMR-Spektroskopie verwendet.

## Umwelteinfluss
Herstellung und Verwendung vieler halogenierter Kohlenwasserstoffe, die wie Trichlorfluormethan die schützende Ozonschicht der Erdatmosphäre zerstören, wurden über das Montreal-Protokoll ab 1987 verboten. Ab 1. August 1991 traten in Deutschland je nach Einsatzzweck unterschiedliche Herstellungs-, Verwendungs- und Verkehrsverbote sowie diverse Kennzeichnungs-, Instandhaltungs-, Dokumentations- und Rücknahmeverpflichtungen in Kraft; das Inverkehrbringen von R-11 und von Erzeugnissen, die mit R-11 befüllt waren, wurde unzulässig, das Nachfüllen in vorher hergestellte Klimaanlagen und das Inverkehrbringen dazu blieben aber übergangsweise zulässig, so lange keine Ersatzstoffe mit niedrigerem Ozonabbaupotential verfügbar waren. Inzwischen sind Produktion und Verwendung von Trichlorfluormethan, seiner Gemische und Recyclate sowie das Inverkehrbringen von Erzeugnissen, die so etwas enthalten oder zum Betrieb brauchen, durch direkt geltendes EU-Recht verboten.
Trichlorfluormethan hat ein hohes Ozonabbaupotential und zugleich ein 5352-fach höheres Treibhauspotential als Kohlendioxid. In der Londoner Konferenz von 1990 war beschlossen worden, bis zum Jahr 2000 weltweit die Herstellung von Trichlorfluormethan und anderen FCKW einzustellen.
Nach einer 2018 veröffentlichten Studie nahm der Gehalt an Trichlorfluormethan in der Atmosphäre seit dem Jahr 2012 langsamer ab als in den Jahren zuvor, wobei der Gehalt auf der Nordhalbkugel höher war als auf der Südhalbkugel. Gemäß der in London ansässigen gemeinnützigen Environmental Investigation Agency sei dafür die andauernde Verwendung von Trichlorfluormethan (= CFC-11) in China zur Aufschäumung von Polyurethan verantwortlich, das zu Isolierungszwecken verwendet wird. Das seit 2010 auch für China geltende Verbot von Trichlorfluormethan werde von den dortigen Behörden nicht überwacht. Ein chinesischer Verkäufer von CFC-11 schätzte, dass rund 70 % des hergestellten Polyurethans trotz Verbots weiterhin mit Trichlorfluormethan aufgeschäumt wird (Stand 2018). Anfang 2021 wurde aufgezeigt, dass die Emissionen aus China stark zurückgegangen sind.

Konzentration in der Atmosphäre über die Zeit
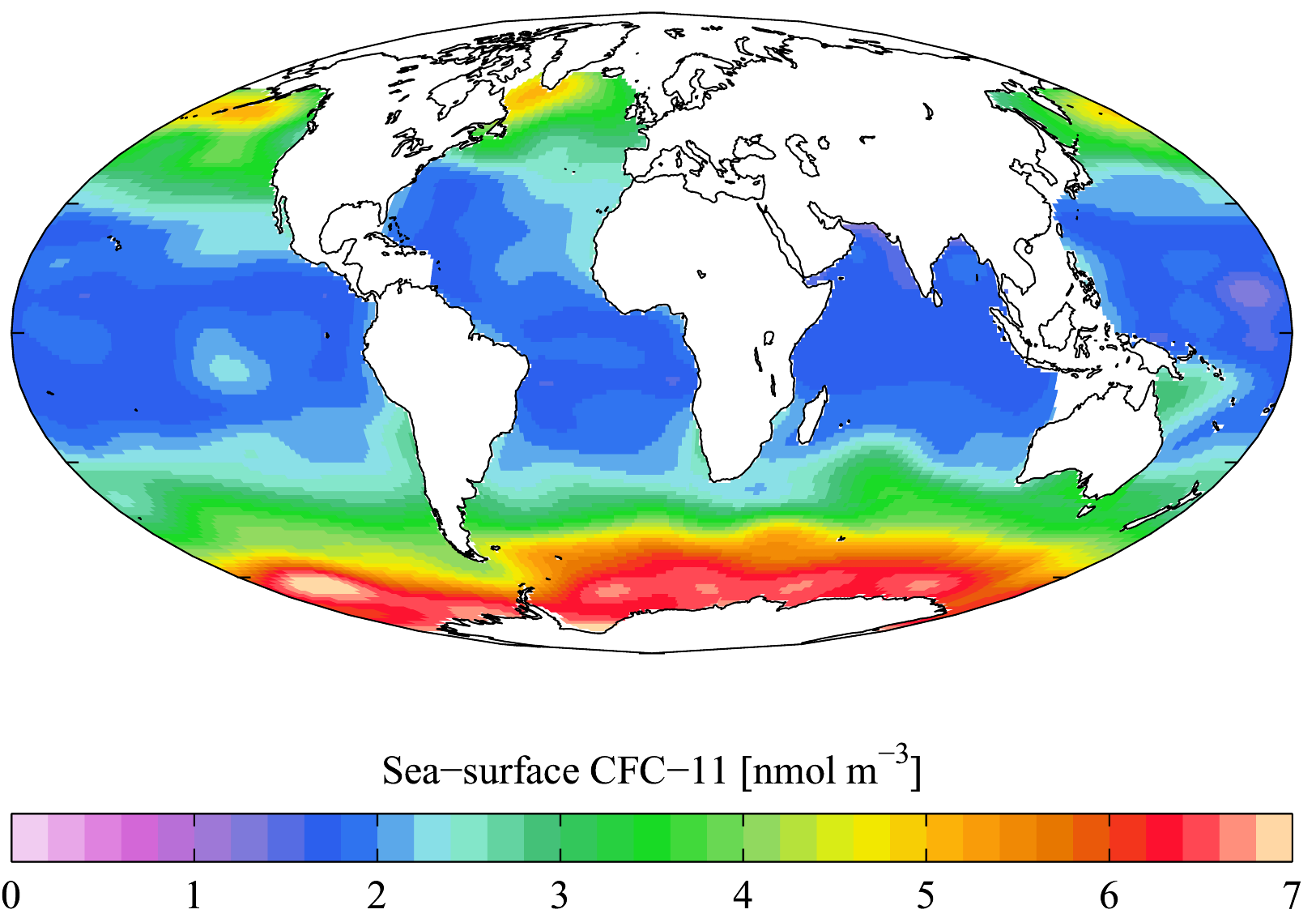
Konzentration an der Meeresoberfläche Ende der 1990er-Jahre